# جون ليستر
جون ليستر (1 أبريل 1959 - ) (بالإنجليزية: John Lister)‏ هو لاعب كريكت بريطاني.